# Dark Earth (jeu vidéo)
Pour les articles homonymes, voir Dark Earth.
Dark Earth est un jeu d'action développé par Kalisto Entertainment, édité par MicroProse Software, et sorti en septembre 1997. Mis en scène dans une ambiance post-apocalyptique, il donne un aperçu de Sombre-Terre au moyen d'une intrigue plutôt simple qui s'adapte aux actes du joueur.
L'univers du jeu vidéo a été réutilisé pour le jeu de rôle Dark Earth.

## Histoire

### Contexte

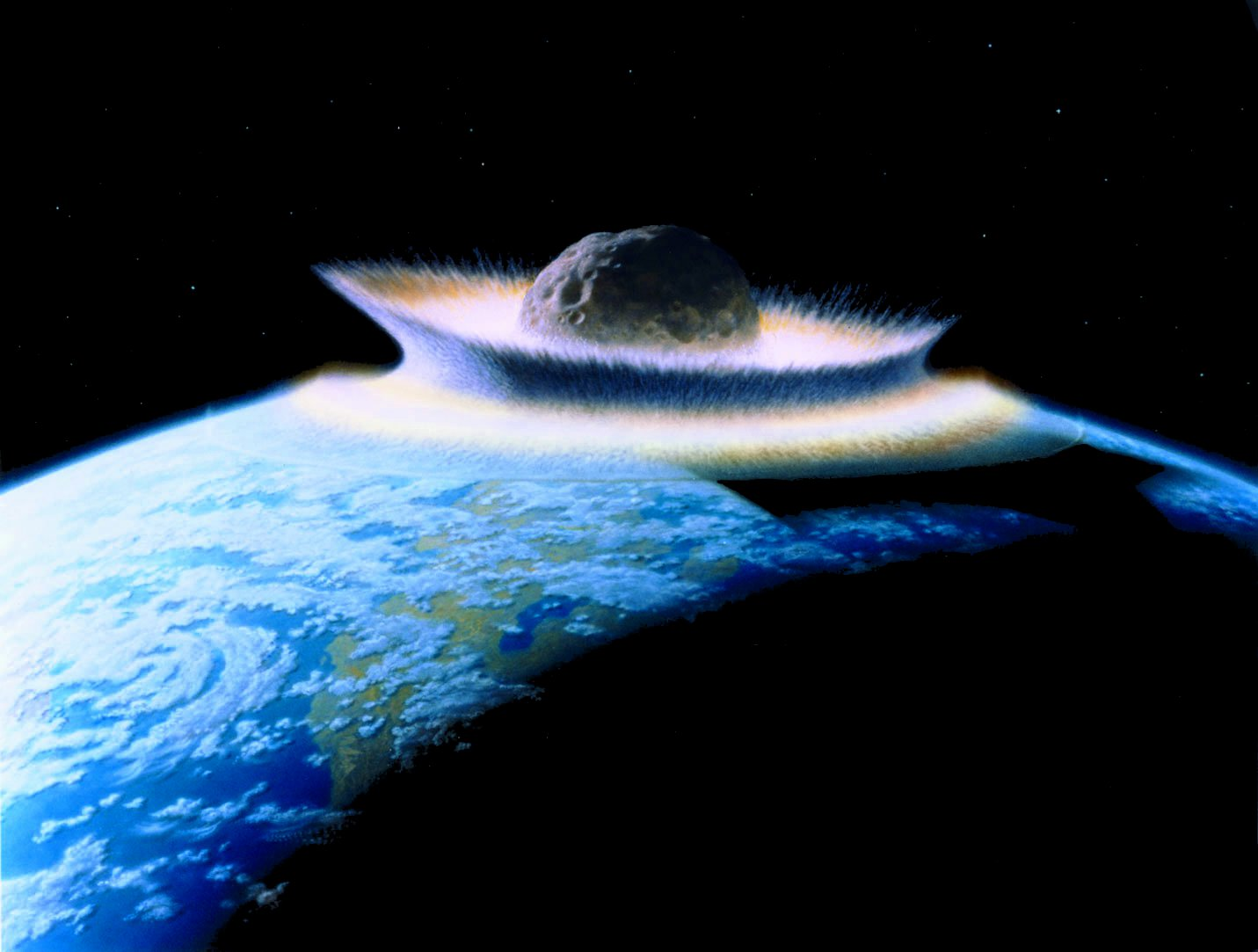
Impact météoritique (vue d’artiste, Don Davis).

Dark Earth se déroule dans un futur distant de plusieurs siècles. En décembre 2054, une pluie de météorites ravage l'humanité ; un nuage de poussière enveloppe la Terre et masque presque totalement les rayons du Soleil. Les survivants du Grand Cataclysme commencent une errance qui durera des générations ; ceux qui le peuvent se réfugient sous les rares percées de lumière qu'ils trouvent ; les autres restent dans le territoire de Sombre-Terre, en proie à d'étranges créatures rongées par ces ténèbres permanentes appelées l'Obscur.
Pour se protéger, les hommes érigent des villes, appelées « stallites », sous les puits lumineux. Ces stallites sont organisés par castes : les « prôneurs » organisent le culte du Soleil-Dieu et dirigent la ville, les « gardiens du feu » maintiennent l'ordre et combattent les créatures des ténèbres, les « bâtisseurs » entretiennent et agrandissent les constructions, les « nourrisseurs » alimentent la population, et les « fouineurs » survivent en récupérant ce qui peut l'être. Beaucoup de citoyens ont oublié l'époque d'avant la catastrophe ; ils s'y réfèrent en la désignant comme la période de l'Avant et l'idéalisent comme un âge d'or.
En dehors de ces villes, la vie est rude, voire presque impossible ; néanmoins, quelques personnes voyagent de stallite en stallite : les « marcheurs ».

### Situation initiale
Arkhan, un jeune gardien du feu, commence sa journée en apprenant qu'il est déjà en retard pour monter la garde pendant une conférence cruciale entre la Grande Prôneuse Lory et des fouineurs venus demander audience pour une affaire très importante. Alors qu'il rejoint son poste, il surprend une conversation entre son père Rylsadhar et la Grande Prôneuse : celui-ci la met en garde contre un grave danger qui menace leur stallite Sparta, et il lui remet un grand anneau mystérieux. Arkhan rejoint le gardien Jedar, seul autre garde assigné à la protection des lieux. Soudain, les deux gardiens entendent des bruits de lutte ; ils se précipitent dans la salle du conseil et voient deux assassins en train d'agresser la Grande Prôneuse ; Jedar s'effondre, un poignard dans la poitrine ; Arkhan se précipite, mais l'un des assaillants l'asperge d'une étrange substance. Arkhan s'écroule en hurlant, puis s'évanouit...
Il se réveille bien plus tard, entre les mains du guérisseur Thanandar. Malheureusement, cette étrange substance, de l'archessence Shankr, est en train de le transformer en créature démoniaque... Ses heures sont comptées, celles du stallite également.

## Système de jeu
Dark Earth est présenté en vue à la troisième personne, avec une caméra qui adapte la vue en fonction des déplacements du personnage. Le jeu se contrôle à la souris et au clavier ; les raccourcis diffèrent entre l'écran principal et l'inventaire (dans l'écran principal, F1 permet d'accéder à l'aide ; dans l'inventaire, F1 permet d'alterner entre les armes et les autres objets, Espace permet de prendre sans utiliser, Entrée permet d'utiliser un objet).
Le joueur ne connait comme seules caractéristiques de son personnage que la santé, représentée par une jauge rouge, et son degré de transformation en créature de l'obscur, représenté par une jauge noire. Cette contamination pourra cependant servir dans certaines situations, où l'utilisation du « mode ombre » lui permet d'être plus instinctif et donc plus direct dans ses paroles ou ses agissements.
L'inventaire est divisé en deux compartiments, un pour les armes et l'autre pour tout le reste (clés, potions, documents, etc.) ; les armes blanches s'usent au fil des combats, et les munitions pour les armes à feu, souvent rudimentaires mais dévastatrices, restent difficiles à trouver.
Les sauvegardes ne peuvent se faire qu'aux endroits marqués par un « rahal », c'est-à-dire un symbole du Soleil-Dieu.